# Gonzalo Guardiola
Gonzalo Guardiola Arbizú (nació en la ciudad de Comayagua, el 10 de enero de 1848, falleció el 22 de marzo de 1903) fue escritor hondureño.

## Vida y obra
Fue hijo del Presidente constitucional de la república, General brigadier José Santos Guardiola  y la señora Ana Mateo Arbizú Flores de Guardiola.
Comenzó pero no le fue posible concluir la carrera de abogado, amante del estudio, adquirió un gran caudal de conocimientos sobre diferentes materias. Apasionado por las antigüedades históricas de Honduras comenzó a recoger datos sobre la historia hondureña.
En el ámbito político fue Diputado al Congreso Legislativo y nombrado Director del Archivo Nacional de Honduras.
Entre sus obras se encuentran escritas varias leyendas o tradiciones tegucigalpenses que no dio a la estampa, y fueron publicadas póstumamente en el año de 1978 como Tradiciones Tegucigalpenses.
Entre sus poemarios que han rendido culto a las musas, se encuentran composiciones poéticas son tiernas y sentidas. Muchas de ellas fueron publicadas en "La Paz" un periódico de gran fama que redactaban en Tegucigalpa los editores Adolfo Zúñiga, Ramón Rosa y José Joaquín Palma.